# James William Norris Haugh
James William Norris Haugh, britanski general, * 1894, † 1969.